# HMS Endurance (1967)
A HMS Endurance foi um navio-patrulha de gelo da Marinha Real Britânica que serviu de 1967 a 1991. Ela ganhou notoriedade ao participar da Guerra das Malvinas de 1982. A rendição final da guerra, ocorrida nas Ilhas Sandwich do Sul, foi assinada a bordo da Endurance.

## Contexto
O navio foi construído e lançado em 1956 pelo estaleiro Kröger-Werft, na Alemanha, como Anita Dan para a Lauritzen Lines. Em 1967, o governo do Reino Unido adquiriu a embarcação e então a Harland & Wolff executou a conversão antes de sua incorporação à Marinha Real como HMS Endurance, nome inspirado no veleiro Endurance que levou o explorador Ernest Shackleton à Antártica em 1914.

## Histórico operacional

### 1967–1982

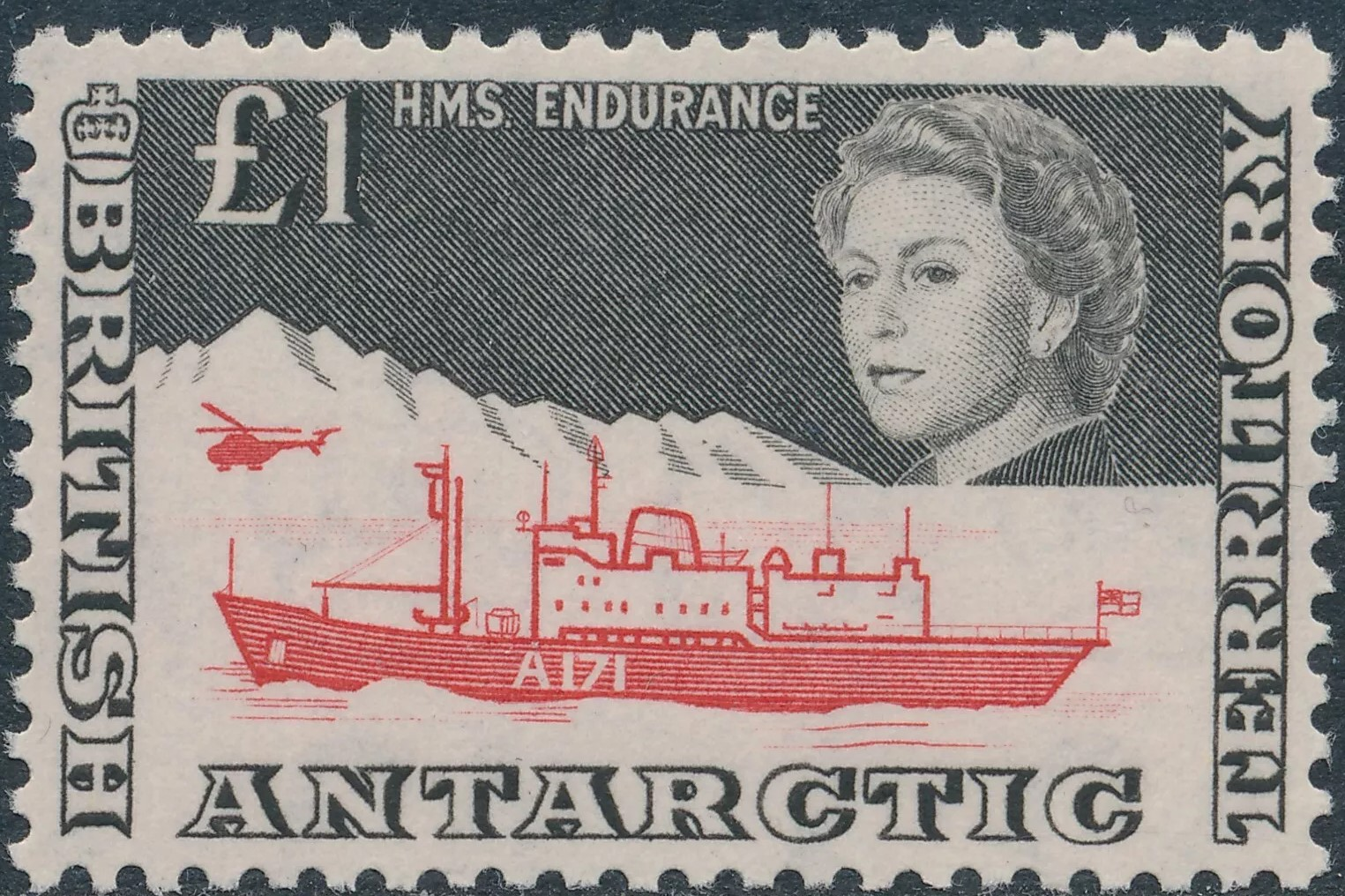
Endurance estampada em um selo de 1969 do Território Britânico Antártico

A nova Endurance mantinha presença do Reino Unido na Antártida e nas Ilhas Malvinas durante o verão austral. Também fornecia apoio ao British Antarctic Survey. Ela tinha casco vermelho vivo, comum em navios polares (para melhor visibilidade), mas incomum na Marinha Real, de modo que a tripulação a apelidava de The Red Plum. Em fevereiro de 1972, quando o navio de cruzeiro Lindblad Explorer encalhou, a Endurance estava nas proximidades sob o comando do capitão Rodney Bowden e participou do resgate.
A Endurance possuía um conjunto de escuta de sinais no topo do hangar, com linguistas de espanhol para monitorar comunicações de rádio e coletar inteligência de sinais na costa da América do Sul. Os dados eram processados pelo GCHQ, e na década de 1970 fundamentavam boa parte das análises do GCHQ sobre a América do Sul. Segundo o capitão da Endurance, “poderia-se argumentar que o armamento principal do navio era o conjunto de escuta”.
O Ministério da Defesa britânico, em 1981, propôs cortes navais, incluindo a desativação da Endurance, prevista para 15 de abril de 1982.

### Guerra das Malvinas
O cancelamento da patrulha antártica da Endurance sem substituição foi percebido no Reino Unido como um incentivo à invasão argentina. O subsequente Relatório Franks reconheceu que isso “pode ter servido para lançar dúvidas sobre o compromisso britânico com as ilhas e sua defesa”.

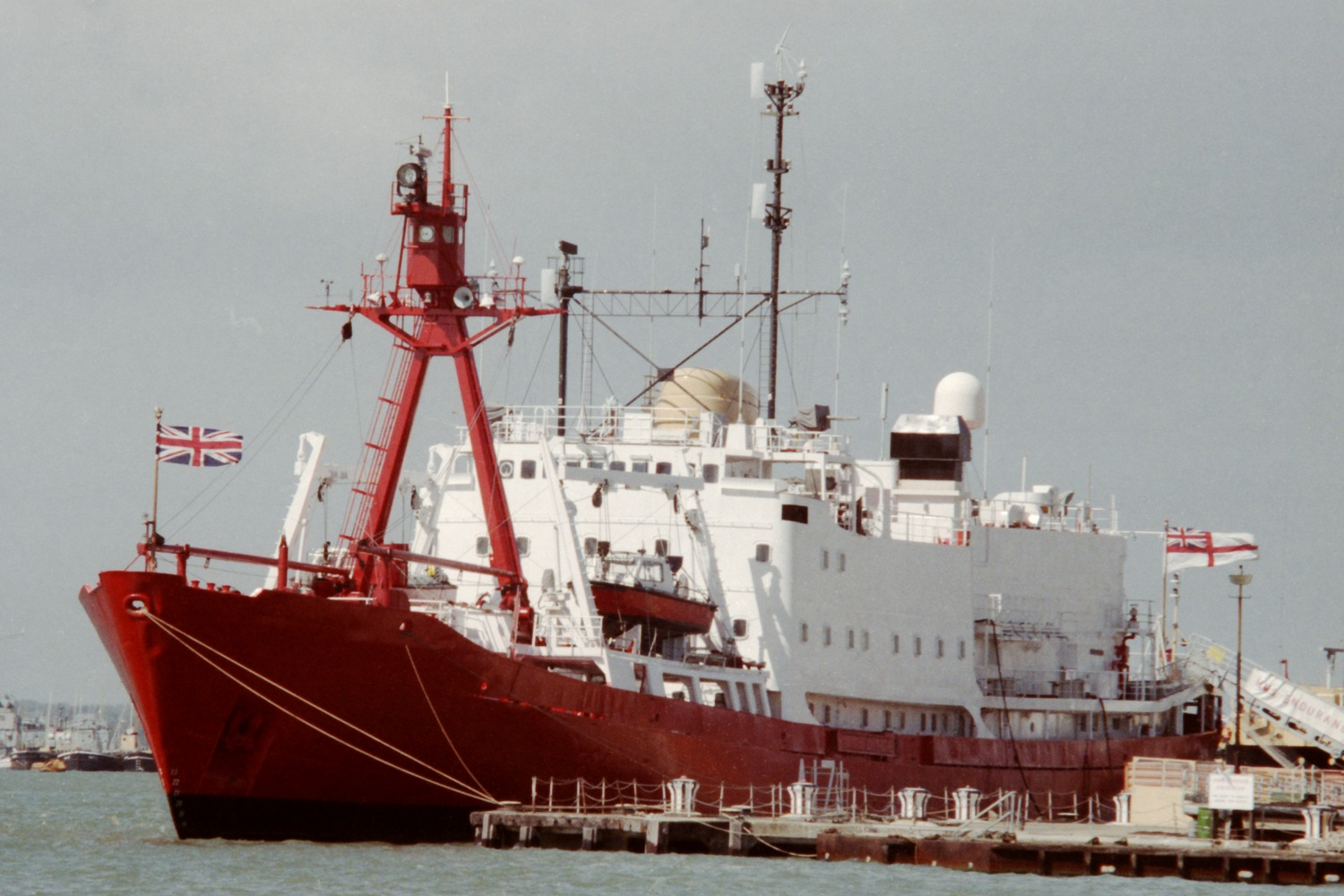
HMS Endurance (A-171) no porto de Portsmouth em 1988

Em 19 de março de 1982, enquanto a Endurance estava em Porto Stanley, as autoridades britânicas ali receberam informações de que um navio da Marinha Argentina havia desembarcado civis argentinos na Ilha Geórgia do Sul e içado a bandeira argentina. O grupo (com fuzileiros navais argentinos em trajes civis) se fazia passar por sucateiros e ocupava a antiga estação baleeira de Leith Harbour, na Geórgia do Sul. A Endurance, comandada pelo capitão Nick Barker, recebeu ordem de expulsar os argentinos da ilha. A Endurance tinha um pequeno destacamento de Royal Marines e levou ainda mais fuzileiros do Naval Party 8901 (NP 8901), partindo em 21 de março para a Geórgia do Sul.
Ao chegar em 25 de março de 1982, a Endurance encontrou o transporte argentino ARA Bahía Paraíso, de onde 40 tropas argentinas desembarcaram enquanto durava a operação de desmantelamento. A Endurance desembarcou seus fuzileiros, depois retornou às Malvinas em 30 de março. Em abril, o comando britânico ordenou que a Endurance se juntasse à Força-Tarefa britânica, que, em abril, levou soldados do SBS à Hound Bay, na Geórgia do Sul, em 22 de abril.
Os navios da Força-Tarefa se afastaram para águas mais profundas por precaução contra submarinos argentinos, mas a Endurance seguiu pelo gelo marinho próximo à costa.
A Endurance envolveu-se em ação de combate em 25 de abril de 1982, quando seus dois helicópteros Wasp ASW participaram dos ataques contra o submarino ARA Santa Fe, depois abandonado pela tripulação. Quando as forças argentinas se renderam no dia seguinte, a Endurance permaneceu na região para exibir a bandeira do Reino Unido, manter presença naval e vigiar as águas.
A Endurance também participou do resgate das cinegrafistas de vida selvagem Cindy Buxton e Annie Price, que ficaram presas no conflito enquanto trabalhavam na Geórgia do Sul.
Após a rendição argentina nas Ilhas Malvinas, a Endurance, HMS Yarmouth, RFA Olmeda e o rebocador Salvageman navegaram até as Ilhas Sandwich do Sul, onde a Argentina mantinha uma base em Thule do Sul desde 1976. A Endurance carregava um helicóptero Wessex pela primeira vez, além de seus dois Wasps. Os dez militares argentinos se renderam ao ver o bombardeio de demonstração do HMS Yarmouth e ao constatarem que fuzileiros de reconhecimento da Endurance e do 42o. Comando Royal Marines haviam desembarcado. A rendição foi assinada na cabine de oficiais (wardroom) da Endurance.

### 1983–1991
Ao final de sua vida útil, o navio era apelidado de HMS Encumbrance devido a problemas de confiabilidade.
Em 1989, ela colidiu com um iceberg e, apesar de reparada, uma inspeção em 1991 revelou que seu casco não era seguro para retornar à Antártica, levando à desativação definitiva. Foi substituída pelo Polar Circle, depois renomeado HMS Endurance.